# Tongaische Rugby-League-Nationalmannschaft
Die tongaische Rugby-League-Nationalmannschaft (tongaisch timi līki ʻakapulu fakafonua ʻa Tonga), auch bekannt unter ihrem Spitznamen Mate Maʻa Tonga, vertritt Tonga auf internationaler Ebene in der Sportart Rugby League. Sie zählt zu den stärksten Nationalmannschaften der Welt und nimmt regelmäßig an der Rugby-League-Weltmeisterschaft teil.

## Geschichte
Tonga absolvierte 1986 sein erstes Länderspiel und besiegte dabei Samoa mit 34:16. 1994 gewann das Team mit dem Pacific Cup den ersten internationalen Titel. 1995 gaben die Mate Maʻa Tonga ihre WM-Premiere, scheiterten aber in der Vorrunde äußerst knapp an Neuseeland. Fünf Jahre später zog Tonga gegenüber Papua-Neuguinea und Frankreich den Kürzeren. 2008 reichte es erneut nicht für die K.O.-Phase, obwohl Tonga zwei Jahre zuvor zum zweiten Mal im Pacific Cup triumphierte. Bei der WM 2013 schied das Team nach einer knappen Niederlage gegen Schottland abermals in der Gruppenphase aus. 2017 sorgte das Team für Furore, als es in der Vorrunde der Weltmeisterschaft Neuseeland besiegte und bis ins Halbfinale vorstieß. Dort verlor man gegen die favorisierten Engländer höchst unglücklich mit 18:20, weil ein Versuch Tongas in der letzten Sekunde des Spiels vom Schiedsrichter nicht anerkannt wurde.